# 圣罗加西安
圣罗加西安（法語：Saint-Rogatien，法語發音：[sɛ̃ ʁɔɡasjɛ̃]）是法国滨海夏朗德省的一个市镇，位于该省西北部，省会拉罗谢尔市区东南，属于拉罗谢尔区。

## 地理
圣罗加西安（46°9'5"N, 1°4'20"W）面积5.19 平方千米，位于法国新阿基坦大区滨海夏朗德省，该省份为法国西部滨海省份，北起旺代省，西临大西洋，南至吉倫特省，东南接多爾多涅省，东北接德塞夫勒省接壤，东临夏朗德省。
与圣罗加西安接壤的市镇（或旧市镇、城区）包括：艾特雷、克拉韦特、拉雅尔讷、蒙鲁瓦、佩里尼。

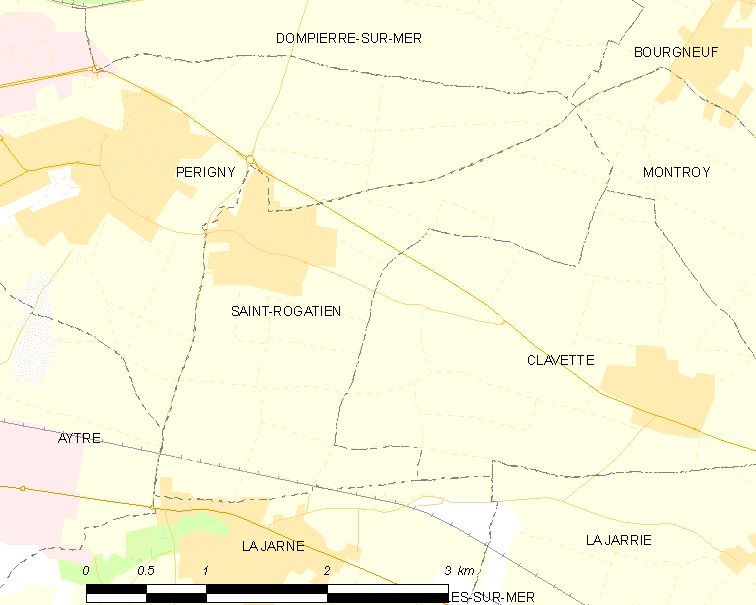
圣罗加西安的OSM定位图

圣罗加西安的时区为UTC+01:00、UTC+02:00（夏令时）。

## 行政
圣罗加西安的邮政编码为17220，INSEE市镇编码为17391。

## 政治
圣罗加西安所属的省级选区为拉雅里县。

## 人口

1962-2008年间圣罗加西安人口变化图示

圣罗加西安于2022年1月1日时的人口数量为2394人。

## 交通
滨海夏朗德省省道D108线经过境内。